# Friedrich Adolf Kinsky
Friedrich Adolf Kinsky (celým jménem německy Friedrich Adolf Graf Kinsky von Wchinitz und Tettau; 27. května 1915 Lysice – 27. března 1984 Vídeň) byl česko-rakouský šlechtic ze sloupské větve Kinských z Vchynic a Tetova a velkopřevor Maltézského řádu v Rakousku.

## Původ a život

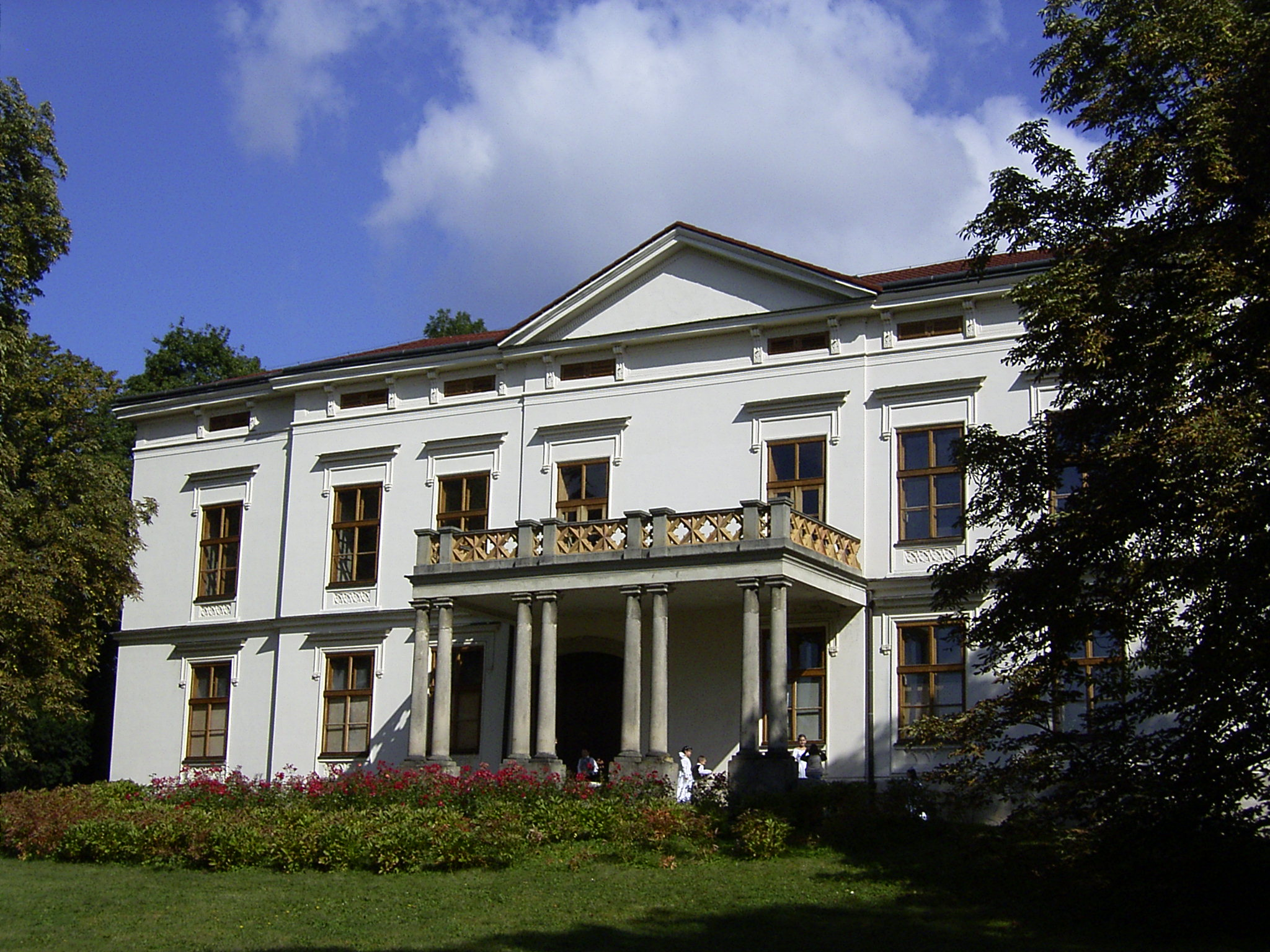
Zámek Lešná

Narodil se jako syn Bedřicha Adolfa Kinského (1885–1956) a jeho manželky Markéty, roz. Dubské z Třebomyslic (1885–1968). Jeho rodina vlastnila zámek Lešná u Valašského Meziříčí. Mladší bratr Peter Albrecht (1921–1945) za války sloužil v tankovém sboru ve wehrmachtu a v únoru 1945 padl. Nejmladší bratr Christian Leopold (1924–2011) se prostřednictvím sňatku stal správcem hradu Heidenreichstein a 3000 hektarů lesa v Rakousku.
Friedrich Adolf měl nejprve domácího učitele, potom se sourozenci chodil na německé gymnázium v Novém Jičíně. Tam jim otec pronajal malou vilu. Hovořil německy a výborně česky. Po maturitě absolvoval vojenskou akademii v Pardubicích a stal se důstojníkem československé armády nejprve v Hodoníně a později u jezdeckého pluku v Pardubicích.
Za druhé světové války válčil na straně wehrmachtu. Stal se velitelem tankového oddílu, spadal pod Afrikakorps maršála Erwina Rommela a zúčastnil se bojů v severní Africe u El Alameinu. Byl zraněn, měl těžké popáleniny a na jedno oko oslepl úplně, na druhé částečně. Po zotavení se už na frontu ani do armády nevrátil.
Zůstal svobodný. V letech 1970–1984 byl třikrát zvolen velkopřevorem maltézského řádu v Rakousku.